# Саммерсайд
Саммерсайд (англ. и фр. Summerside) — город в округе Принс, Остров Принца Эдуарда, Канада. Это второй по величине город провинции и крупнейший город в западной части острова.

## История
Саммерсайд получил статус города 1 апреля 1877 года. Саммерсайд стал вторым городом провинции (другой — Шарлоттаун, столица). 1 апреля 1995 года в состав Саммерсайда были включены общины Сент-Элеанорс и Уилмот.

## Политика
Городской совет Саммерсайда состоит из мэра и восьми советников, которые представляют округа города. Нынешний мэр — Дэн Катчер.
Саммерсайд входит в избирательный округ Эгмонт.

## Население
По данным переписи населения 2021 года, проведенной Статистическим управлением Канады, в Саммерсайде проживало 16 001 человек, что на 7,8% выше численности населения в 2016 году (тогда в городе жили 14 839 человек). Площадь города составляет 28,21 км² (11 квадратных миль), плотность населения составляла 567,2 чел/км2.